# Le Druide de Shannara
 (avril 2024).
Si vous disposez d'ouvrages ou d'articles de référence ou si vous connaissez des sites web de qualité traitant du thème abordé ici, merci de compléter l'article en donnant les références utiles à sa vérifiabilité et en les liant à la section « Notes et références ».
Le Druide de Shannara est un roman de médiéval-fantastique écrit en 1991 par Terry Brooks. Il s'agit du deuxième tome de la tétralogie L'Héritage de Shannara.

## Résumé des trois premiers chapitres
4470 : Le roi de la rivière argentée crée une fille à partir des éléments de la terre. Il lui donne le nom de Force Vitale. Il lui demande d'aller aider les descendants de Shannara dans leurs quêtes. L'un d'eux, Walker Boh, est en grande difficulté. Il a le bras pétrifié et un poison remonte dans ses veines le transformant peu à peu en statue de pierre. Cependant, il parvient à s'enfuir de la Salle des rois en brisant son bras de pierre. Il marche jusqu'au lac Hadeshorn, puis s'écroule. Là, le fantôme du druide Allanon appelle le vieux Cogline à l'aide. Le vieillard arrive et transporte Walker jusqu'au village-infirmerie de Storland. Boh y est soigné. Mais, les médecins ne peuvent arrêter le poison. Seul celui qui a dérobé la pierre elfique noire et qui l'a remplacé par un serpent venimeux peut le faire...

## Personnages principaux
- Force Vitale, fille du roi de la rivière Argentée, l'un des deux derniers élémentaires.
- Walker Boh, descendant de Brin Ohmsford.
- Morgan Leah, descendant de Rone Leah.
- Pe Ell, assassin à la solde des ombreurs.
- Horner Dees, vieux trappeur de la ville de l'Escarpement de Rampling.

## Éditions françaises
- 2005 : Le Druide de Shannara, éditions Bragelonne, traduction de Rosalie Guillaume (format livre).
- 2007 : Le Druide de Shannara, éditions J'ai lu, traduction de Rosalie Guillaume (format poche).
- 2007 : Le Druide de Shannara, éditions Bragelonne, traduction de Rosalie Guillaume (format livre) - Nouvelle couverture.
- 2009 : Le Druide de Shannara, éditions J'ai lu, traduction de Rosalie Guillaume (format poche) - Nouvelle couverture.